# 上大岡東
上大岡東（かみおおおかひがし）は、神奈川県横浜市港南区の町名。現行行政地名は上大岡東一丁目から上大岡東三丁目。住居表示実施済み区域。

## 地理
港南区の北東部に位置し、西に上大岡西、北に南区大岡、北東に磯子区岡村、南東に磯子区汐見台と接している。

### 面積
面積は以下の通りである。
| 丁目           | 面積（km²） |
| -------------- | ----------- |
| 上大岡東一丁目 | 0.259       |
| 上大岡東二丁目 | 0.223       |
| 上大岡東三丁目 | 0.256       |
| 計             | 0.738       |

### 地価
住宅地の地価は、2025年（令和7年）1月1日の公示地価によれば、上大岡東1-14-12の地点で28万4000円/m²、上大岡東1-31-9の地点で25万1000円/m²、上大岡東2-16-21の地点で20万2000円/m²となっている。

## 歴史

### 沿革
以前の内容については、上大岡#歴史を参照。
- 1975年（昭和50年）7月28日 - 上大岡町、笹下町の各一部を分離し、上大岡東一丁目から三丁目を新設[9]。

### 町名の変遷
| 実施後         | 実施年月日                | 実施前（各町名ともその一部） |
| -------------- | ------------------------- | ---------------------------- |
| 上大岡東一丁目 | 1975年（昭和50年）7月28日 | 上大岡町（一部）             |
| 上大岡東二丁目 | 1975年（昭和50年）7月28日 | 上大岡町、笹下町（各一部）   |
| 上大岡東三丁目 | 1975年（昭和50年）7月28日 | 上大岡町（一部）             |

## 世帯数と人口
2025年（令和7年）6月30日現在（横浜市発表）の世帯数と人口は以下の通りである。
| 丁目           | 世帯数    | 人口    |
| -------------- | --------- | ------- |
| 上大岡東一丁目 | 1,989世帯 | 3,933人 |
| 上大岡東二丁目 | 1,909世帯 | 3,448人 |
| 上大岡東三丁目 | 269世帯   | 531人   |
| 計             | 4,167世帯 | 7,912人 |

### 人口の変遷
国勢調査による人口の推移。
| 年                 | 人口  |
| ------------------ | ----- |
| 1995年（平成7年）  | 7,911 |
| 2000年（平成12年） | 8,372 |
| 2005年（平成17年） | 8,117 |
| 2010年（平成22年） | 7,978 |
| 2015年（平成27年） | 7,733 |
| 2020年（令和2年）  | 7,970 |

### 世帯数の変遷
国勢調査による世帯数の推移。
| 年                 | 世帯数 |
| ------------------ | ------ |
| 1995年（平成7年）  | 3,225  |
| 2000年（平成12年） | 3,599  |
| 2005年（平成17年） | 3,585  |
| 2010年（平成22年） | 3,637  |
| 2015年（平成27年） | 3,637  |
| 2020年（令和2年）  | 3,963  |

## 学区
市立小・中学校に通う場合、学区は以下の通りとなる（2024年11月時点）。
| 丁目           | 番・番地等        | 小学校               | 中学校               |
| -------------- | ----------------- | -------------------- | -------------------- |
| 上大岡東一丁目 | 1〜20番           | 横浜市立桜岡小学校   | 横浜市立港南中学校   |
| 上大岡東一丁目 | 34〜39番 43〜47番 | 横浜市立藤の木小学校 | 横浜市立藤の木中学校 |
| 上大岡東一丁目 | 21〜33番 40〜42番 | 横浜市立上大岡小学校 | 横浜市立笹下中学校   |
| 上大岡東二丁目 | 全域              | 横浜市立上大岡小学校 | 横浜市立笹下中学校   |
| 上大岡東三丁目 | 1番 8〜12番       | 横浜市立上大岡小学校 | 横浜市立笹下中学校   |
| 上大岡東三丁目 | 2〜7番            | 横浜市立藤の木小学校 | 横浜市立藤の木中学校 |

## 事業所
2021年（令和3年）現在の経済センサス調査による事業所数と従業員数は以下の通りである。
| 丁目           | 事業所数  | 従業員数 |
| -------------- | --------- | -------- |
| 上大岡東一丁目 | 87事業所  | 515人    |
| 上大岡東二丁目 | 78事業所  | 285人    |
| 上大岡東三丁目 | 12事業所  | 86人     |
| 計             | 177事業所 | 886人    |

### 事業者数の変遷
経済センサスによる事業所数の推移。
| 年                 | 事業者数 |
| ------------------ | -------- |
| 2016年（平成28年） | 196      |
| 2021年（令和3年）  | 177      |

### 従業員数の変遷
経済センサスによる従業員数の推移。
| 年                 | 従業員数 |
| ------------------ | -------- |
| 2016年（平成28年） | 961      |
| 2021年（令和3年）  | 886      |

## 施設
- 久良岐公園
- 上大岡墓地
- 横浜市立上大岡小学校

## その他

### 日本郵便
- 郵便番号 : 233-0001[3]（集配局：港南郵便局[19]

### 警察
町内の警察の管轄区域は以下の通りである。
| 丁目           | 番・番地等 | 警察署     | 交番・駐在所   |
| -------------- | ---------- | ---------- | -------------- |
| 上大岡東一丁目 | 全域       | 港南警察署 | 上大岡駅前交番 |
| 上大岡東二丁目 | 全域       | 港南警察署 | 上大岡駅前交番 |
| 上大岡東三丁目 | 全域       | 港南警察署 | 上大岡駅前交番 |